# 韋恩·大衛
韋恩·大衛爵士（英語：Sir Wayne David，1957年7月1日—）是一位威爾斯政治人物，他的黨籍是工黨。自2001年開始，他擔任卡菲利選區選出的英國下議院議員。他出生在布里真德市。